# Unia Międzyparlamentarna
Unia Międzyparlamentarna (ang. Inter-Parliamentary Union, IPU; fr. Union interparlementaire, UIP) – organizacja międzynarodowa skupiająca parlamentarzystów ze 180 krajów świata mających parlamenty (z Polski jest to Polska Grupa Unii Międzyparlamentarnej). 
Status stowarzyszony posiada 13 zgromadzeń międzynarodowych jak Parlament Europejski, Parlament Arabski oraz inne z Afryki i obu Ameryk. Unia międzyparlamentarna powstała w 1889 w Paryżu, a od 1921 jej siedzibą jest Genewa. W przeszłości zajmowała się głównie rozstrzyganiem sporów międzynarodowych przez arbitraż, redukcją zbrojeń, rozwojem prawa międzynarodowego i współpracą międzynarodową. Ośmiu czołowych działaczy organizacji otrzymało Pokojową Nagrodę Nobla. Unia Międzyparlamentarna ma status obserwatora w Zgromadzeniu Ogólnym ONZ. 